# Green Light
A Green Light című album Cliff Richard angol énekes 40. albuma. A lemez 1978 januárjában jelent meg. A felvételek az Abbey Road Stúdióban készültek. Ekkorra Terry Britten Cliff Richard fő dalszerzője lett. Az album dalainak felét ő írta.
A felvételek készítése közben Peter Gormley, a producer arról beszélt Cliffel, hogy az amerikai piacot kellene megcélozniuk. Bruce Welch is azt javasolta, hogy olyan stílusú legyen a lemez, hogy az amerikai ízlésnek is megfeleljen.

## Dalok listája
A-oldal
| #  | Cím                | Szövegíró                   | Hossz |
| -- | ------------------ | --------------------------- | ----- |
| 1. | Green Light        | Alan Tarney                 | 4:05  |
| 2. | Under Lock and Key | Terry Britten               | 3:34  |
| 3. | She's a Gipsy      | Bryant, Dempsey             | 4:14  |
| 4. | Count Me Out       | Terry Britten, Bruce Welch  | 4:15  |
| 5. | Please Remember Me | Dave Loggins, Bruce Woodley | 3:20  |
| 6. | Never Even Thought | Murray Head                 | 4:16  |

B-oldal
| #  | Cím                         | Szövegíró                     | Hossz |
| -- | --------------------------- | ----------------------------- | ----- |
| 1. | Free My Soul                | Terry Britten                 | 3:56  |
| 2. | Start All Over Again        | Terry Britten, B.A. Robertson | 4:02  |
| 3. | While She's Young           | Terry Britten                 | 2:50  |
| 4. | Can't Take the Hurt Anymore | Laurie Andrew                 | 3:52  |
| 5. | Ease Along                  | Trevor Spencer, Alan Tarney   | 4:29  |

Bónusz dalok (2002-es kiadás):
| #  | Cím                | Szövegíró                     | Hossz |
| -- | ------------------ | ----------------------------- | ----- |
| 1. | Please Don't Tease | Peter Chester, Bruce Welch    | 4:47  |
| 2. | Needing a Friend   | Cliff Richard, Gary Isherwood | 2:57  |
| 3. | Imagine Love       | Jerry Lordan, Alan Tarney     | 4:20  |

## Helyezések
| Megjelenés dátuma    | Kislemez címe               | Kislemez címe               | Kislemez címe               | Kislemez címe               | Kislemez címe               | Kislemez címe               | Kislemez címe               | Kislemez címe               | Kislemez címe               | Kislemez címe               | Kislemez címe               | Kislemez címe               | Kislemez címe               | Kislemez címe               | Kislemez címe               | Kislemez címe               | Kislemez címe               | Kislemez címe               | Kislemez címe               | Kislemez címe               | Kislemez címe               | Kislemez címe               | Kislemez címe               | Kislemez címe               | Kislemez címe               | Kislemez címe               | Kislemez címe               | Kislemez címe               | Kislemez címe               | Kislemez címe               | Kislemez címe               | Kislemez címe               | Kislemez címe               | Kislemez címe               | Kislemez címe               | Kislemez címe               | Kislemez címe               | Kislemez címe               | Kislemez címe               | Kislemez címe               | Kislemez címe               | Kislemez címe               | Kislemez címe               | Kislemez címe               | Kislemez címe               | Kislemez címe               | Kislemez címe               | Kislemez címe               | Kislemez címe               | Kislemez címe               | Kislemez címe               | Kislemez címe               | Kislemez címe               | Kislemez címe               | Kislemez címe               | Kislemez címe               | Kislemez címe               | Kislemez címe               | Kislemez címe               | Kislemez címe               | Kislemez címe               | Kislemez címe               | Kislemez címe               | Kislemez címe               | Kislemez címe               | Kislemez címe               | Kislemez címe               | Kislemez címe               | Kislemez címe               | Kislemez címe               | Kislemez címe               | Kislemez címe               | Kislemez címe               | Kislemez címe               | Kislemez címe               | Kislemez címe               | Kislemez címe               | Kislemez címe               | Kislemez címe               | Kislemez címe               | Kislemez címe               | Kislemez címe               | Kislemez címe               | Kislemez címe               | Kislemez címe               | Kislemez címe               | Kislemez címe               | Kislemez címe               | Kislemez címe               | Kislemez címe               | Kislemez címe               | Kislemez címe               | Kislemez címe               | Kislemez címe               | Kislemez címe               | Kislemez címe               | Kislemez címe               | Kislemez címe               | Kislemez címe               | Kislemez címe               | Kislemez címe               | Kislemez címe               | Kislemez címe               | Kislemez címe               | Kislemez címe               | Kislemez címe               | Kislemez címe               | Kislemez címe               | Kislemez címe               | Kislemez címe               | Kislemez címe               | Kislemez címe               | Kislemez címe               | Kislemez címe               | Kislemez címe               | Kislemez címe               | Kislemez címe               | Kislemez címe               | Kislemez címe               | Kislemez címe               | Kislemez címe               | Kislemez címe               | Kislemez címe               | Kislemez címe               | Kislemez címe               | Kislemez címe               | Kislemez címe               | Kislemez címe               | Kislemez címe               | Kislemez címe               | Kislemez címe               | Kislemez címe               | Kislemez címe               | Kislemez címe               | Kislemez címe               | UK Legmagasabb helyezés |
| -------------------- | --------------------------- | --------------------------- | --------------------------- | --------------------------- | --------------------------- | --------------------------- | --------------------------- | --------------------------- | --------------------------- | --------------------------- | --------------------------- | --------------------------- | --------------------------- | --------------------------- | --------------------------- | --------------------------- | --------------------------- | --------------------------- | --------------------------- | --------------------------- | --------------------------- | --------------------------- | --------------------------- | --------------------------- | --------------------------- | --------------------------- | --------------------------- | --------------------------- | --------------------------- | --------------------------- | --------------------------- | --------------------------- | --------------------------- | --------------------------- | --------------------------- | --------------------------- | --------------------------- | --------------------------- | --------------------------- | --------------------------- | --------------------------- | --------------------------- | --------------------------- | --------------------------- | --------------------------- | --------------------------- | --------------------------- | --------------------------- | --------------------------- | --------------------------- | --------------------------- | --------------------------- | --------------------------- | --------------------------- | --------------------------- | --------------------------- | --------------------------- | --------------------------- | --------------------------- | --------------------------- | --------------------------- | --------------------------- | --------------------------- | --------------------------- | --------------------------- | --------------------------- | --------------------------- | --------------------------- | --------------------------- | --------------------------- | --------------------------- | --------------------------- | --------------------------- | --------------------------- | --------------------------- | --------------------------- | --------------------------- | --------------------------- | --------------------------- | --------------------------- | --------------------------- | --------------------------- | --------------------------- | --------------------------- | --------------------------- | --------------------------- | --------------------------- | --------------------------- | --------------------------- | --------------------------- | --------------------------- | --------------------------- | --------------------------- | --------------------------- | --------------------------- | --------------------------- | --------------------------- | --------------------------- | --------------------------- | --------------------------- | --------------------------- | --------------------------- | --------------------------- | --------------------------- | --------------------------- | --------------------------- | --------------------------- | --------------------------- | --------------------------- | --------------------------- | --------------------------- | --------------------------- | --------------------------- | --------------------------- | --------------------------- | --------------------------- | --------------------------- | --------------------------- | --------------------------- | --------------------------- | --------------------------- | --------------------------- | --------------------------- | --------------------------- | --------------------------- | --------------------------- | --------------------------- | --------------------------- | --------------------------- | --------------------------- | --------------------------- | --------------------------- | --------------------------- | --------------------------- | --------------------------- | ----------------------- |
| 1978. július 28.     | Please Remember Me          | Please Remember Me          | Please Remember Me          | Please Remember Me          | Please Remember Me          | Please Remember Me          | Please Remember Me          | Please Remember Me          | Please Remember Me          | Please Remember Me          | Please Remember Me          | Please Remember Me          | Please Remember Me          | Please Remember Me          | Please Remember Me          | Please Remember Me          | Please Remember Me          | Please Remember Me          | Please Remember Me          | Please Remember Me          | Please Remember Me          | Please Remember Me          | Please Remember Me          | Please Remember Me          | Please Remember Me          | Please Remember Me          | Please Remember Me          | Please Remember Me          | Please Remember Me          | Please Remember Me          | Please Remember Me          | Please Remember Me          | Please Remember Me          | Please Remember Me          | Please Remember Me          | Please Remember Me          | Please Remember Me          | Please Remember Me          | Please Remember Me          | Please Remember Me          | Please Remember Me          | Please Remember Me          | Please Remember Me          | Please Remember Me          | Please Remember Me          | Please Remember Me          | Please Remember Me          | Please Remember Me          | Please Remember Me          | Please Remember Me          | Please Remember Me          | Please Remember Me          | Please Remember Me          | Please Remember Me          | Please Remember Me          | Please Remember Me          | Please Remember Me          | Please Remember Me          | Please Remember Me          | Please Remember Me          | Please Remember Me          | Please Remember Me          | Please Remember Me          | Please Remember Me          | Please Remember Me          | Please Remember Me          | Please Remember Me          | Please Remember Me          | Please Remember Me          | Please Remember Me          | Please Remember Me          | Please Remember Me          | Please Remember Me          | Please Remember Me          | Please Remember Me          | Please Remember Me          | Please Remember Me          | Please Remember Me          | Please Remember Me          | Please Remember Me          | Please Remember Me          | Please Remember Me          | Please Remember Me          | Please Remember Me          | Please Remember Me          | Please Remember Me          | Please Remember Me          | Please Remember Me          | Please Remember Me          | Please Remember Me          | Please Remember Me          | Please Remember Me          | Please Remember Me          | Please Remember Me          | Please Remember Me          | Please Remember Me          | Please Remember Me          | Please Remember Me          | Please Remember Me          | Please Remember Me          | Please Remember Me          | Please Remember Me          | Please Remember Me          | Please Remember Me          | Please Remember Me          | Please Remember Me          | Please Remember Me          | Please Remember Me          | Please Remember Me          | Please Remember Me          | Please Remember Me          | Please Remember Me          | Please Remember Me          | Please Remember Me          | Please Remember Me          | Please Remember Me          | Please Remember Me          | Please Remember Me          | Please Remember Me          | Please Remember Me          | Please Remember Me          | Please Remember Me          | Please Remember Me          | Please Remember Me          | Please Remember Me          | Please Remember Me          | Please Remember Me          | Please Remember Me          | Please Remember Me          | Please Remember Me          | Please Remember Me          | Please Remember Me          | Please Remember Me          | Please Remember Me          | Please Remember Me          | -                       |
| 1978. november 3.    | Can't Take the Hurt Anymore | Can't Take the Hurt Anymore | Can't Take the Hurt Anymore | Can't Take the Hurt Anymore | Can't Take the Hurt Anymore | Can't Take the Hurt Anymore | Can't Take the Hurt Anymore | Can't Take the Hurt Anymore | Can't Take the Hurt Anymore | Can't Take the Hurt Anymore | Can't Take the Hurt Anymore | Can't Take the Hurt Anymore | Can't Take the Hurt Anymore | Can't Take the Hurt Anymore | Can't Take the Hurt Anymore | Can't Take the Hurt Anymore | Can't Take the Hurt Anymore | Can't Take the Hurt Anymore | Can't Take the Hurt Anymore | Can't Take the Hurt Anymore | Can't Take the Hurt Anymore | Can't Take the Hurt Anymore | Can't Take the Hurt Anymore | Can't Take the Hurt Anymore | Can't Take the Hurt Anymore | Can't Take the Hurt Anymore | Can't Take the Hurt Anymore | Can't Take the Hurt Anymore | Can't Take the Hurt Anymore | Can't Take the Hurt Anymore | Can't Take the Hurt Anymore | Can't Take the Hurt Anymore | Can't Take the Hurt Anymore | Can't Take the Hurt Anymore | Can't Take the Hurt Anymore | Can't Take the Hurt Anymore | Can't Take the Hurt Anymore | Can't Take the Hurt Anymore | Can't Take the Hurt Anymore | Can't Take the Hurt Anymore | Can't Take the Hurt Anymore | Can't Take the Hurt Anymore | Can't Take the Hurt Anymore | Can't Take the Hurt Anymore | Can't Take the Hurt Anymore | Can't Take the Hurt Anymore | Can't Take the Hurt Anymore | Can't Take the Hurt Anymore | Can't Take the Hurt Anymore | Can't Take the Hurt Anymore | Can't Take the Hurt Anymore | Can't Take the Hurt Anymore | Can't Take the Hurt Anymore | Can't Take the Hurt Anymore | Can't Take the Hurt Anymore | Can't Take the Hurt Anymore | Can't Take the Hurt Anymore | Can't Take the Hurt Anymore | Can't Take the Hurt Anymore | Can't Take the Hurt Anymore | Can't Take the Hurt Anymore | Can't Take the Hurt Anymore | Can't Take the Hurt Anymore | Can't Take the Hurt Anymore | Can't Take the Hurt Anymore | Can't Take the Hurt Anymore | Can't Take the Hurt Anymore | Can't Take the Hurt Anymore | Can't Take the Hurt Anymore | Can't Take the Hurt Anymore | Can't Take the Hurt Anymore | Can't Take the Hurt Anymore | Can't Take the Hurt Anymore | Can't Take the Hurt Anymore | Can't Take the Hurt Anymore | Can't Take the Hurt Anymore | Can't Take the Hurt Anymore | Can't Take the Hurt Anymore | Can't Take the Hurt Anymore | Can't Take the Hurt Anymore | Can't Take the Hurt Anymore | Can't Take the Hurt Anymore | Can't Take the Hurt Anymore | Can't Take the Hurt Anymore | Can't Take the Hurt Anymore | Can't Take the Hurt Anymore | Can't Take the Hurt Anymore | Can't Take the Hurt Anymore | Can't Take the Hurt Anymore | Can't Take the Hurt Anymore | Can't Take the Hurt Anymore | Can't Take the Hurt Anymore | Can't Take the Hurt Anymore | Can't Take the Hurt Anymore | Can't Take the Hurt Anymore | Can't Take the Hurt Anymore | Can't Take the Hurt Anymore | Can't Take the Hurt Anymore | Can't Take the Hurt Anymore | Can't Take the Hurt Anymore | Can't Take the Hurt Anymore | Can't Take the Hurt Anymore | Can't Take the Hurt Anymore | Can't Take the Hurt Anymore | Can't Take the Hurt Anymore | Can't Take the Hurt Anymore | Can't Take the Hurt Anymore | Can't Take the Hurt Anymore | Can't Take the Hurt Anymore | Can't Take the Hurt Anymore | Can't Take the Hurt Anymore | Can't Take the Hurt Anymore | Can't Take the Hurt Anymore | Can't Take the Hurt Anymore | Can't Take the Hurt Anymore | Can't Take the Hurt Anymore | Can't Take the Hurt Anymore | Can't Take the Hurt Anymore | Can't Take the Hurt Anymore | Can't Take the Hurt Anymore | Can't Take the Hurt Anymore | Can't Take the Hurt Anymore | Can't Take the Hurt Anymore | Can't Take the Hurt Anymore | Can't Take the Hurt Anymore | Can't Take the Hurt Anymore | Can't Take the Hurt Anymore | Can't Take the Hurt Anymore | Can't Take the Hurt Anymore | Can't Take the Hurt Anymore | Can't Take the Hurt Anymore | Can't Take the Hurt Anymore | Can't Take the Hurt Anymore | Can't Take the Hurt Anymore | Can't Take the Hurt Anymore | -                       |
| 1979. február 16.    | Green Light                 | Green Light                 | Green Light                 | Green Light                 | Green Light                 | Green Light                 | Green Light                 | Green Light                 | Green Light                 | Green Light                 | Green Light                 | Green Light                 | Green Light                 | Green Light                 | Green Light                 | Green Light                 | Green Light                 | Green Light                 | Green Light                 | Green Light                 | Green Light                 | Green Light                 | Green Light                 | Green Light                 | Green Light                 | Green Light                 | Green Light                 | Green Light                 | Green Light                 | Green Light                 | Green Light                 | Green Light                 | Green Light                 | Green Light                 | Green Light                 | Green Light                 | Green Light                 | Green Light                 | Green Light                 | Green Light                 | Green Light                 | Green Light                 | Green Light                 | Green Light                 | Green Light                 | Green Light                 | Green Light                 | Green Light                 | Green Light                 | Green Light                 | Green Light                 | Green Light                 | Green Light                 | Green Light                 | Green Light                 | Green Light                 | Green Light                 | Green Light                 | Green Light                 | Green Light                 | Green Light                 | Green Light                 | Green Light                 | Green Light                 | Green Light                 | Green Light                 | Green Light                 | Green Light                 | Green Light                 | Green Light                 | Green Light                 | Green Light                 | Green Light                 | Green Light                 | Green Light                 | Green Light                 | Green Light                 | Green Light                 | Green Light                 | Green Light                 | Green Light                 | Green Light                 | Green Light                 | Green Light                 | Green Light                 | Green Light                 | Green Light                 | Green Light                 | Green Light                 | Green Light                 | Green Light                 | Green Light                 | Green Light                 | Green Light                 | Green Light                 | Green Light                 | Green Light                 | Green Light                 | Green Light                 | Green Light                 | Green Light                 | Green Light                 | Green Light                 | Green Light                 | Green Light                 | Green Light                 | Green Light                 | Green Light                 | Green Light                 | Green Light                 | Green Light                 | Green Light                 | Green Light                 | Green Light                 | Green Light                 | Green Light                 | Green Light                 | Green Light                 | Green Light                 | Green Light                 | Green Light                 | Green Light                 | Green Light                 | Green Light                 | Green Light                 | Green Light                 | Green Light                 | Green Light                 | Green Light                 | Green Light                 | Green Light                 | Green Light                 | Green Light                 | Green Light                 | Green Light                 | 57                      |
| Megjelenés dátuma    | Album címe                  | Album címe                  | Album címe                  | Album címe                  | Album címe                  | Album címe                  | Album címe                  | Album címe                  | Album címe                  | Album címe                  | Album címe                  | Album címe                  | Album címe                  | Album címe                  | Album címe                  | Album címe                  | Album címe                  | Album címe                  | Album címe                  | Album címe                  | Album címe                  | Album címe                  | Album címe                  | Album címe                  | Album címe                  | Album címe                  | Album címe                  | Album címe                  | Album címe                  | Album címe                  | Album címe                  | Album címe                  | Album címe                  | Album címe                  | Album címe                  | Album címe                  | Album címe                  | Album címe                  | Album címe                  | Album címe                  | Album címe                  | Album címe                  | Album címe                  | Album címe                  | Album címe                  | Album címe                  | Album címe                  | Album címe                  | Album címe                  | Album címe                  | Album címe                  | Album címe                  | Album címe                  | Album címe                  | Album címe                  | Album címe                  | Album címe                  | Album címe                  | Album címe                  | Album címe                  | Album címe                  | Album címe                  | Album címe                  | Album címe                  | Album címe                  | Album címe                  | Album címe                  | Album címe                  | Album címe                  | Album címe                  | Album címe                  | Album címe                  | Album címe                  | Album címe                  | Album címe                  | Album címe                  | Album címe                  | Album címe                  | Album címe                  | Album címe                  | Album címe                  | Album címe                  | Album címe                  | Album címe                  | Album címe                  | Album címe                  | Album címe                  | Album címe                  | Album címe                  | Album címe                  | Album címe                  | Album címe                  | Album címe                  | Album címe                  | Album címe                  | Album címe                  | Album címe                  | Album címe                  | Album címe                  | Album címe                  | Album címe                  | Album címe                  | Album címe                  | Album címe                  | Album címe                  | Album címe                  | Album címe                  | Album címe                  | Album címe                  | Album címe                  | Album címe                  | Album címe                  | Album címe                  | Album címe                  | Album címe                  | Album címe                  | Album címe                  | Album címe                  | Album címe                  | Album címe                  | Album címe                  | Album címe                  | Album címe                  | Album címe                  | Album címe                  | Album címe                  | Album címe                  | Album címe                  | Album címe                  | Album címe                  | Album címe                  | Album címe                  | Album címe                  | Album címe                  | Album címe                  | UK Legmagasabb helyezés |
| 1978. szeptember 29. | Green Light                 | Green Light                 | Green Light                 | Green Light                 | Green Light                 | Green Light                 | Green Light                 | Green Light                 | Green Light                 | Green Light                 | Green Light                 | Green Light                 | Green Light                 | Green Light                 | Green Light                 | Green Light                 | Green Light                 | Green Light                 | Green Light                 | Green Light                 | Green Light                 | Green Light                 | Green Light                 | Green Light                 | Green Light                 | Green Light                 | Green Light                 | Green Light                 | Green Light                 | Green Light                 | Green Light                 | Green Light                 | Green Light                 | Green Light                 | Green Light                 | Green Light                 | Green Light                 | Green Light                 | Green Light                 | Green Light                 | Green Light                 | Green Light                 | Green Light                 | Green Light                 | Green Light                 | Green Light                 | Green Light                 | Green Light                 | Green Light                 | Green Light                 | Green Light                 | Green Light                 | Green Light                 | Green Light                 | Green Light                 | Green Light                 | Green Light                 | Green Light                 | Green Light                 | Green Light                 | Green Light                 | Green Light                 | Green Light                 | Green Light                 | Green Light                 | Green Light                 | Green Light                 | Green Light                 | Green Light                 | Green Light                 | Green Light                 | Green Light                 | Green Light                 | Green Light                 | Green Light                 | Green Light                 | Green Light                 | Green Light                 | Green Light                 | Green Light                 | Green Light                 | Green Light                 | Green Light                 | Green Light                 | Green Light                 | Green Light                 | Green Light                 | Green Light                 | Green Light                 | Green Light                 | Green Light                 | Green Light                 | Green Light                 | Green Light                 | Green Light                 | Green Light                 | Green Light                 | Green Light                 | Green Light                 | Green Light                 | Green Light                 | Green Light                 | Green Light                 | Green Light                 | Green Light                 | Green Light                 | Green Light                 | Green Light                 | Green Light                 | Green Light                 | Green Light                 | Green Light                 | Green Light                 | Green Light                 | Green Light                 | Green Light                 | Green Light                 | Green Light                 | Green Light                 | Green Light                 | Green Light                 | Green Light                 | Green Light                 | Green Light                 | Green Light                 | Green Light                 | Green Light                 | Green Light                 | Green Light                 | Green Light                 | Green Light                 | Green Light                 | Green Light                 | Green Light                 | Green Light                 | 25                      |